# Jewgenija Fabianowna Gnessina

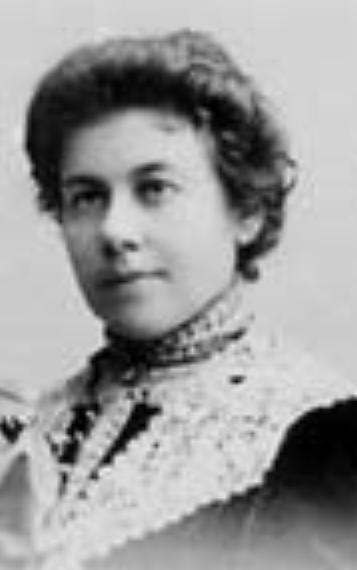

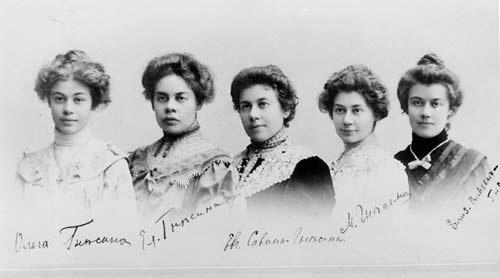
Die Gnessina-Schwestern Olga, Jelena, Jewgenija, Marija und Jelisaweta Gnessina (von links)

Jewgenija Fabianowna Gnessina, nach der Heirat Sawina, (russisch Евгения Фабиановна Гнесина, nach der Heirat russisch Савина; * 1871 in Rostow am Don; † 6. April 1940 in Moskau), älteste der fünf Gnessina-Schwestern, war eine russische Pianistin, Hochschullehrerin und Schwester des russischen Komponisten Michail Gnessin.

## Leben
Jewgenija Fabianowna Gnessinas Vater war der staatlich beauftragte Rabbiner Fabian Ossipowitsch Gnessin. Ihre Mutter Bella Issajewna Fletsinger-Gnessina hatte bei Stanisław Moniuszko studiert und war Sängerin und Pianistin. Sie schickten die vierzehnjährige Jewgenija aufs Moskauer Konservatorium, wo sie in der Klavier-Klasse Wassili Safonows studierte mit Abschluss 1889. Dazu studierte sie Komposition bei Anton Arenski und Sergei Tanejew. Sie schloss sich dem Kreis der Literatur- und Kunstliebhaber an, der von dem jungen Konstantin Alexejew, dem späteren Konstantin Stanislawski, geleitet wurde.
Jewgenija Fabianowna Gnessina gründete im Februar 1895 mit ihren Schwestern Jelena und Marija in Moskau die private Musikschule der Schwestern J. und M. Gnessina, die nach der Oktoberrevolution dank der Unterstützung Anatoli Lunatscharskis die Zweite Staatliche Moskauer Musikschule wurde (1919), 1925 den Namen der Gnessin-Schwestern erhielt und 1944 das Gnessin-Institut wurde. Dort lehrten auch ihr Bruder Michail, ihre Schwestern Jelena, Marija, Jelisaweta und Olga und Alexander Gretschaninow.
Zusammen mit ihrer Schwester Jelena übernahm Jewgenija Fabianowna Gnessina die künstlerische Leitung der Schule, führte die Klavier-Abteilung, lehrte Klavier, Solfège für Kinder, elementare Musiktheorie und Chorleitung. 1911 brachte sie die Kinderoper Teremok nach der Musik Alexander Gretschaninows zur Aufführung, woraus das Gnessina-Kindermusiktheater entstand, und später Repka nach der Musik ihres Studenten (und Sohnes ihrer Schwester Jelisaweta) Fabi Jewgenjewitsch Wytatschek (1910–1983).
Jewgenija Fabianowna Gnessina wurde auf dem Moskauer Nowodewitschi-Friedhof begraben.

## Ehrungen
- Verdiente Künstlerin der RSFSR (1925)
- Verdiente Kunstschaffende der RSFSR (1935)